# امبلی
امبلی (به لاتین: Ambeļi) یک منطقهٔ مسکونی در لتونی است که در Daugavpils District واقع شده‌است.